# Pakhavadž

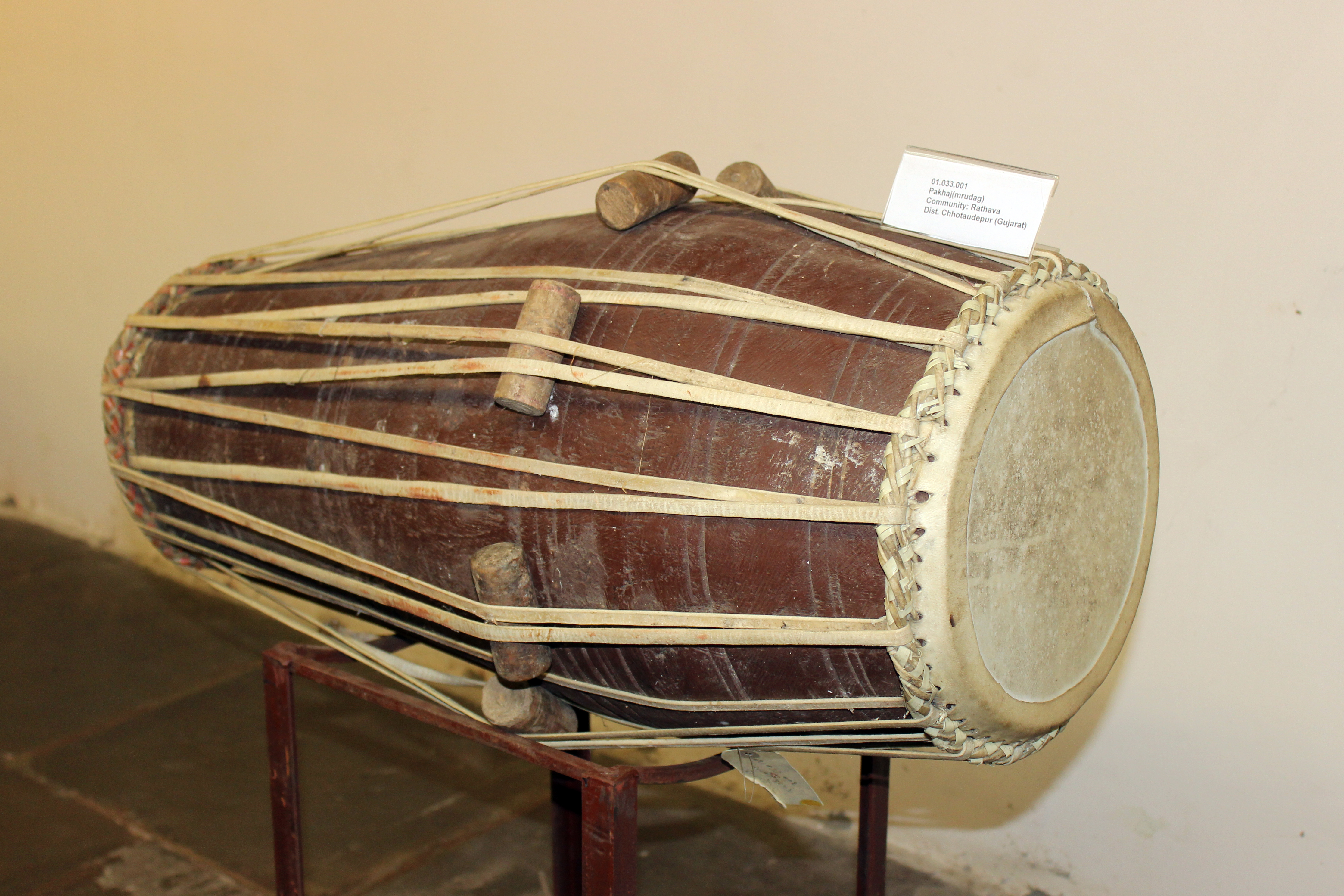
Pakhavaj z Gudžarátu

Pakhavadž, zvaný též pakuadž, pakhavaj, pakhawaj, mardal nebo mardala je buben, používaný v hudbě severní Indie.
Používá se při doprovodu klasického zpěvu dhrupad, tance odissi nebo kathak.

## Popis
Pakhavadž připomíná jihoindický buben mridangam, který je však menší. Jeho přibližně válcové tělo je dřevěné, na obou koncích potažené nestejně velkými membránami z kozí kůže, napínanými pomocí kožených pásků. Menší membrána je podobná potahu menšího z dvojice bubnů tabla - dajanu. K jejímu ladění slouží dřevěné válečky, umístěné pod koženými pásky, k jejichž posouvání slouží malé kladívko. Větší membrána, podobná membráně bajanu se ladí na základní tón hrané skladby nanesením pasty z mouky a vody.

## Hra

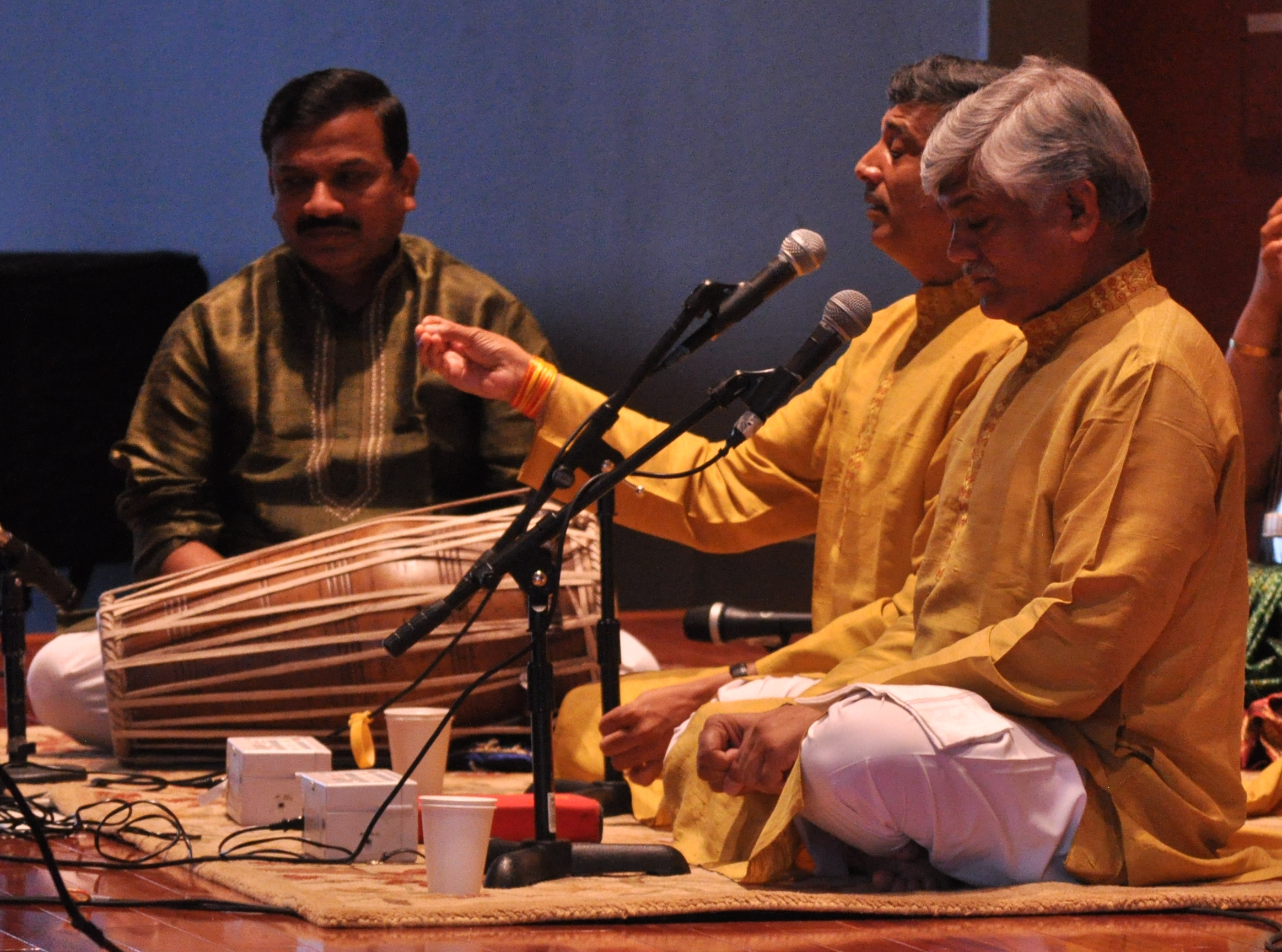
Hráč na Pakhavaj a vokalisté

Na pakhavadž se hraje v sedě, přičemž buben je položen vodorovně a podepřen polštářkem. Pravou rukou se hraje na menší kůži, vydávající vysoké zvuky, levá ruka hraje na větší kůži s hlubokým zvukem.
Podobně jako při výuce hry na tabla i pro zapamatování rytmů pro pakhavadž se používají slabiky bol, jejich systém je však odlišný.